# Microlaimus macrocirculus
Microlaimus macrocirculus is een rondwormensoort uit de familie van de Microlaimidae. De wetenschappelijke naam van de soort is voor het eerst geldig gepubliceerd in 1950 door Gerlach.